# Музей истории Воздушно-десантных войск
Музей истории Воздушно-десантных войск — федеральный государственный военно-исторический музей в Рязани, посвящённый истории Воздушно-десантных войск, филиал Центрального музея Вооруженных Сил Министерства обороны Российской Федерации. Является первым и крупнейшим официальным музеем по данной тематике. Статус филиала Центрального музея Вооружённых Сил Министерства обороны Российской Федерации рязанский музей ВДВ получил 13 июля 2012 года, ранее музей находился в региональном подчинении.
Площадь музея составляет более 3000 кв.м, а число экспонатов более 80 000 единиц. В основной экспозиции задействовано более 6500 предметов и архивных документов.

## История
Первоначально идея создания такого музея появилась у Василия Маргелова ещё в 1950-х годах, когда он в первый раз был командующим ВДВ.
Разрешение на создание музея принято 14 декабря 1968 года Министром обороны СССР Маршалом Советского Союза А. А. Гречко, по инициативе командующего Воздушно-десантными войсками, генерала армии В. Ф. Маргелова. Открыт 28 июля 1972 года, в день выпуска молодых офицеров Рязанского училища ВДВ.
Находится в историческом здании бывшей духовной семинарии, на улице Семинарской, однако юридический адрес музея указывается самим музеем по близлежащей площади Маргелова, как созвучной с тематикой музея. Здание было построено в 1816 году архитектором Андреем Михайловым. После Великой Октябрьской социалистической революции здание было передано в ведение военного ведомства. До создания десантного училища здесь базировались пехотные командные курсы.
Экспозиции музея посвящена созданию, развитию и совершенствованию Воздушно-десантных войск, их участию в различных войнах, начиная с 1930-х годов до настоящего времени, о выполнении ими миротворческих задач в Абхазии, Боснии и Герцеговине и Косово. В фондах музея находятся около 80 тысяч единиц хранения музейных предметов, среди которых реликвийные знамёна воздушно-десантных дивизий и бригад, участвовавших в Великой Отечественной войне, боевые ордена и медали воинов-десантников, образцы отечественного и иностранного стрелкового оружия, десантные парашюты и снаряжение парашютистов, личные вещи, архивные документы, фронтовые газеты и письма.
Музей располагает кинозалом, в котором демонстрируются видеофильмы об истории и боевой подготовке ВДВ.
В 2016 году в музее действует 7 залов, создан виртуальный тур.
В 2018 году, к 100-летию образования Рязанского высшего воздушно-десантного командного училища, была проведена масштабная реконструкцию музея. В рамках реконструкции было создано 12 экспозиционных залов. Два из них отражают современное состояние ВДВ, два посвящены истории РВВДКУ, шесть – истории создания и развития ВДВ, один зал посвящён международному военному сотрудничеству, ещё один зал совмещен с мемориальным комплексом.

## Филиалы музея
Рязанский музей ВДВ имеет несколько филиалов, находящихся также в Рязани.
Всего у музея есть 3 филиала — Историко-мемориальный зал боевой техники и вооружения ВДВ (бывший музей военной автомобильной техники), Историко-мемориальный зал автомобильной техники ВДВ (бывший музей истории Рязанского военного автомобильного института им. генерала армии В. П. Дубынина), Историко-мемориальный зал средств связи и управления ВДВ (бывший музей истории средств связи и Рязанского высшего военного командного училища связи им. Маршала Советского Союза М. В. Захарова).
Филиалы находятся по адресу: Рязань, ул. Военных автомобилистов, д. 12.

## Особенности экспозиции и интересные факты
В музейной экспозиции рязанского музея ВДВ часть предметов коллекции доступна не только для осмотра, как в большинстве музеев. Здесь есть возможность посидеть и сделать фото на служебном квадроцикле ВДВ, который размещён в одном из залов музея. Такую возможность имеют не только дети, но и взрослые.
В зале, посвящённом истории ВДВ в период Великой Отечественной войны в рамках экспозиции представлен немецкий пулемёт MP-40, который также можно взять в руки и сделать с ним фото. Этот экспонат представлен на открытом стенде со специальным креплением.
Ещё одной особенностью экспозиции является наличие динамической панорамы, создающей эффект присутствия на одном и сражений с участием десантников.
Одной из главных ценностей и уникальной частью экспозиции музея является реконструированный кабинет Василия Маргелова. Предметы в нём были переданы в дар музею родственниками знаменитого командующего ВДВ, вся обстановка музейного кабинета является настоящими личными вещами бывшего командующего. Особенностью этого экспозиционного зала является то, что весь он закрыт стеклом, пройти в этот зал нельзя - сделано это было из-за того, что посетители, бо́льшая часть которых связаны так или иначе с ВДВ, старались унести себе на память что-либо из личных вещей Маргелова, которого называют "десантник номер один".

## Работа в период карантина
На время введённых карантинных ограничений из-за пандемии коронавируса музей продолжил работу в онлайн-формате, организовав целый цикл виртуальных экскурсий. Также за этот период в рамках подготовки к 90-летию ВДВ в музее была запущена новая интерактивная диорама, рассказывающая  о подвиге десантников в Аргунском ущелье в одну из чеченских кампаний. После снятия карантина посещение музея возобновилось, но по новым правилам находиться в музее может один человек на каждые 20 кв.м площади.

## Начальники музея
- подполковник в отставке Несветеев А. П. (03.1969 — 05.1980)[4],
- полковник запаса Киваев Н. Ф. (05.1980 — 10.2000)[4],
- полковник запаса Таненя С. И. (01.11.2000 — 2021)[4].
- подполковник запаса Шевченко А. А. (01.01.2022 — н. в.)